# Kristalslakken
Kristalslakken (Vitrea) zijn een geslacht van weekdieren uit de klasse van de Gastropoda (slakken).

## Soorten
- Vitrea angystropha (O. Boettger, 1880)
- Vitrea argolica A. Riedel, 1962
- Vitrea binderi L. Pintér, 1972
- Vitrea botterii (L. Pfeiffer, 1853)
- Vitrea brandti L. Pintér, 1969
- Vitrea bulgarica Damjanov & L. Pintér, 1969
- Vitrea clessini (P. Hesse, 1882)
- Vitrea contortula (Krynicki, 1837)
- Vitrea contracta (Westerlund, 1871) = Kleine kristalslak
- Vitrea crystallina (O. F. Müller, 1774) = Grote kristalslak
- Vitrea cyprina Westerlund, 1902
- Vitrea demiobasensis L. Pintér, 1972
- Vitrea diaphana (S. Studer, 1820)
- Vitrea ephesina L. Pintér, 1972
- Vitrea erjaveci (Brusina, 1870)
- Vitrea ernesti A. Riedel & Subai, 2004
- Vitrea etrusca (Paulucci, 1878)
- Vitrea garganoensis (E. Gittenberger & Eikenboom, 2006)
- Vitrea gasulli A. Riedel & Paul, 1978
- Vitrea gosteliae Gümüş & Neubert, 2012
- Vitrea hattiana (A. Riedel, 1970)
- Vitrea heniae A. Riedel, 1995
- Vitrea ilgazdaglariensis Neubert & Riedel, 1993
- Vitrea illyrica (A. J. Wagner, 1907)
- Vitrea inae de Winter & Ripken, 1991
- Vitrea jetschini (M. Kimakowicz, 1890)
- Vitrea keaana A. Riedel & Mylonas, 1981
- Vitrea kiliasi L. Pintér, 1972
- Vitrea klemmi L. Pintér, 1972
- Vitrea kutschigi (Walderdorff, 1864)
- Vitrea lodosi A. Riedel, 1984
- Vitrea margjuliae A. Riedel, 1976
- Vitrea matsakisi A. Riedel & Mylonas, 1980
- Vitrea megistislavras A. Reischütz & P. L. Reischütz, 2014
- Vitrea meijeri Maassen, 1998
- Vitrea melovskii Dedov, 2021
- Vitrea mikuskai L. Pintér, 1977
- Vitrea minellii L. Pintér & F. Giusti, 1983
- Vitrea morgani A. Riedel, 1966
- Vitrea nadejdae Lindholm, 1926
- Vitrea narbonensis (Clessin, 1877)
- Vitrea neglecta Damjanov & L. Pintér, 1969
- Vitrea olympica A. Riedel & Velkovrh, 1976
- Vitrea ossaea L. Pintér, 1983
- Vitrea pageti L. Pintér, 1978
- Vitrea pieperiana L. Pintér, 1977
- Vitrea pinteri A. Riedel & Subai, 1991
- Vitrea politissima Páll-Gergely & Asami, 2015
- Vitrea praetermissa A. Riedel, 1988
- Vitrea pseudotrolli L. Pintér, 1983
- Vitrea pygmaea (O. Boettger, 1880)
- Vitrea rhododendronis A. Riedel, 1966
- Vitrea riedeli Damjanov & L. Pintér, 1969
- Vitrea riedeliana O. Paget, 1976
- Vitrea saboorii Neubert & Bössneck, 2013
- Vitrea schneideri A. Riedel & P. L. Reischütz, 1988
- Vitrea schuetti L. Pintér, 1972
- Vitrea selecta L. Pintér, 1972
- Vitrea siveci A. Riedel & Velkovrh, 1976
- Vitrea sorella (Mousson, 1863)
- Vitrea sossellai L. Pintér, 1978
- Vitrea spelaea (A. J. Wagner, 1914)
- Vitrea sporadica L. Pintér, 1978
- Vitrea storchi L. Pintér, 1978
- Vitrea striata Norris, Paul & A. Riedel, 1988
- Vitrea sturanyi (A. J. Wagner, 1907)
- Vitrea subaii L. Pintér & A. Riedel, 1973
- Vitrea subcarinata (Clessin, 1877)
- Vitrea subrimata (Reinhardt, 1871)
- Vitrea szekeresi Deli & Subai, 2011
- Vitrea thasia A. Riedel & P. L. Reischütz, 1983
- Vitrea transsylvanica (Clessin, 1877)
- Vitrea trolli (A. J. Wagner, 1922)
- Vitrea ulrichi Georgiev & Dedov, 2014
- Vitrea vereae Irikov, Georgiev & A. Riedel, 2004
- Vitrea zakynthia (P. Hesse, 1882)
- Vitrea zilchi L. Pintér, 1972